# Браакензик, Аннализ
Аннали́з Браа́кензик (англ. Annalise Braakensiek; 9 декабря 1972, Сидней, Новый Южный Уэльс, Австралия — ок. 6 января 2019, там же) — австралийская фотомодель, актриса

, телеведущая, дизайнер, общественный деятель и блогер.

## Биография и карьера
Аннализ Браакензик родилась 9 декабря 1972 года в Сиднее (штат Новый Южный Уэльс, Австралия). Имела норвежское происхождение.
Браакензик была дизайнером ювелирных изделий, нижнего белья и одежды для сна, активистом по защите прав животных, вегетарианским поваром и создателем Love Lunch, ежемесячным блогером для The Carousel, блогером по путешествиям и личностью в социальных сетях с более чем 2,5 миллионами подписчиков. В 2002 году она помогла «Play Your Cards Right» на британском телевидении.
В 2002 году она вышла замуж за биржевого маклера Дэнни Голдберга. В апреле 2018 года пара объявила о расставании после 16-ти лет брака, но официально они так и не развелись.
6 января 2019 года Браакензик, которая отпраздновала свой 46-й день рождения четыре недели назад, была найдена мёртвой в своей квартире в Поттс-Пойнте, пригород Сиднея, после того, как о ней не было вестей несколько дней. По-видимому, она покончила с собой из-за депрессии, в основном вызванной расставанием с мужем, самоубийствами двух близких друзей и смертью деда, всё за короткий период времени. Ранее она смогла преодолеть депрессию и затем помогала благотворительной организации по предотвращению самоубийств, желая помочь другим, особенно после смерти её близких друзей.

## Избранная фильмография
| Год  |   | Русское название | Оригинальное название | Роль    |
| ---- | - | ---------------- | --------------------- | ------- |
| 1998 | с | Домой и в путь   | Home and Away         | Хевенли |